# Dicranella brachyblepharis
Dicranella brachyblepharis är en bladmossart som beskrevs av Mitten 1869. Dicranella brachyblepharis ingår i släktet jordmossor, och familjen Dicranaceae. Inga underarter finns listade i Catalogue of Life.